# Saint-Simon, Lot
Saint-Simon là một xã thuộc tỉnh Lot tây nam Pháp. Xã có diện tích 9,26 km², dân số theo điều tra năm 1999 là 122 người. Khu vực này có độ cao trung bình 340 mét trên mực nước biển.